# Csalhó-hegység

Csalhó-hegység háromdimenziós képe

A Csalhó (románul Masivul Ceahlău) az egyik legismertebb hegység Romániában. A Keleti-Kárpátokban helyezkedik el, Neamț megyében, alsóbb nyugati része Erdély Csík vármegyéjéhez tartozott. 
Két legfontosabb hegycsúcsa a Tóka/ Toaca (1904 m) és a Nagy Aklos / Ocolașul Mare (1907 m). A Tókán időjáráselőrejelző állomás van. Keleten az Aranyos Beszterce folyó és a Békási-víztározó határolja, délen a Békás-patak, nyugaton Zsedánpatak. A hegységben van a Csalhó Nemzeti Park, ahol több olyan növényritkaság is él, amely Romániában máshol ritkán található meg.

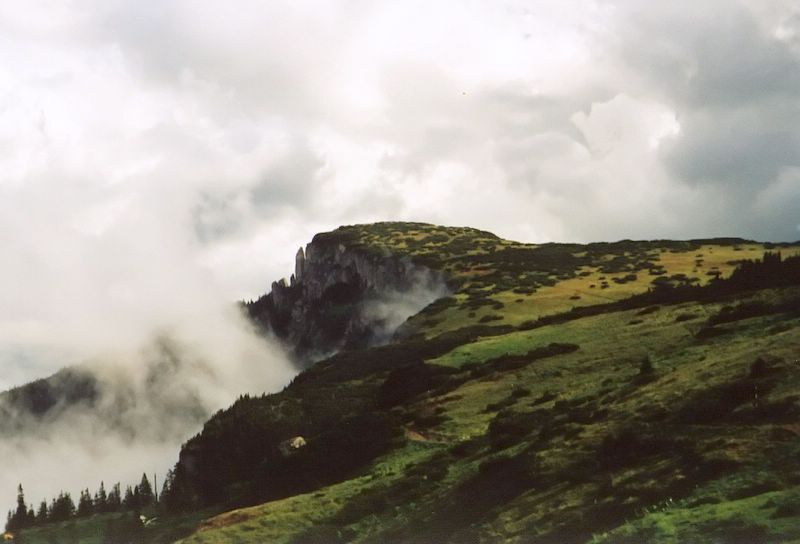
Az Ocolașul Mare hegycsúcs